# Viv Thomas

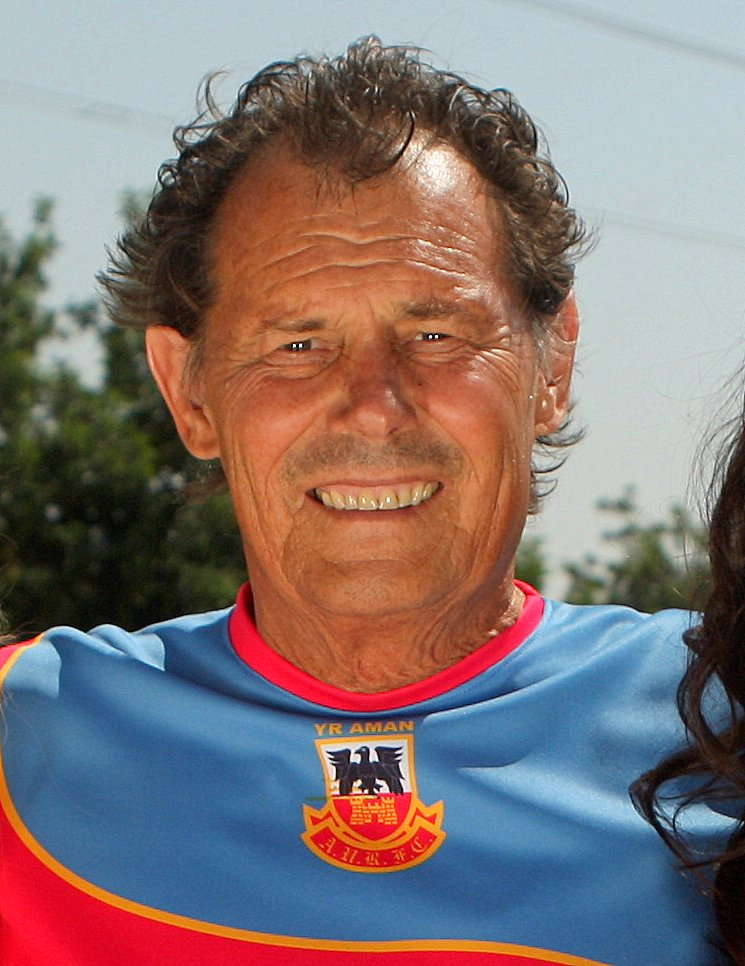
Viv Thomas, 2008

Vivian „Viv“ Leonard Thomas (* 10. Januar 1948 in Südafrika) ist ein britischer Filmregisseur für Pornofilme.

## Leben
Thomas arbeitete zunächst als Automechaniker in Swasiland. Durch einen Autounfall bedingt musste er seinen Beruf aufgeben und widmete sich der Fotografie. Er arbeitete mit dem Südafrikaner John Graham zusammen und gründete ein eigenes Studio. Durch die Südafrikanerin Avril, die später seine Frau werden sollte, fand er immer mehr Gefallen an Glamour-Fotos.
Er führte in seiner mehr als 15 Jahre andauernden Karriere in vielen Filmen eines breiten Spektrums Regie, spezialisierte sich später aber auf lesbische Pornografie. Zu seinen bekanntesten Filmserien gehören Pink Velvet, Office Girls und The Art of Kissing.
Als eine Gerichtsentscheidung in Großbritannien bestätigte, dass pornographische Filme nur in lizenzierten Läden und nicht per Internet verkauft werden dürfen, zog er nach Portugal.
Er hat eine Tochter.